# اودوآکر
اودوآکر (به ایتالیایی: Odoacre) (ح. ۴۳۳ - ۱۵ مارس ۴۹۳) نظامی عالی‌رتبه اهل امپراتوری روم غربی بود که اصلیتی ژرمن داشت.
از برکناری رومولوس آگوستولوس، امپراتور کودک روم غربی توسط او، معمولاً به‌عنوان آغاز سقوط امپراتوری روم غربی یاد می‌شود. او، خود را پادشاه ایتالیا (و نه امپراتور) خواند.

## زندگی‌نامه
اودوآکر پس از شوروش موفقیت‌آمیز خود در سال ۴۷۶ میلادی در ایتالیا، برخلاف پیشینیان به جای گماشتن یک امپراتور دست‌نشانده، خود را پادشاه ایتالیا خواند و با حذف عنوان امپراتور روم غربی، تنها مقام امپراتور روم شرقی را به رسمیت شناخت.
وی توسط تئودوریک بزرگ به قتل رسید.